# Tourisme dans le Val-d'Oise
 (mai 2025).
Le département du Val-d'Oise compte un certain nombre de lieux touristiques, mais la plupart demeurent confidentiels, et attirent essentiellement un public local. Ainsi, aucun de ses monuments ne connaît une fréquentation aussi importante que d'autres sites en périphérie de Paris tels que Versailles ou Fontainebleau. Néanmoins, Auvers-sur-Oise jouit d'une renommée au moins nationale grâce aux tableaux de Vincent van Gogh. Le château d'Écouen (musée national de la Renaissance) attire également des visiteurs, souvent connaisseurs (universitaires, chercheurs...), pouvant venir du monde entier. En 2008, Écouen a été la principale destination touristique du Val d'Oise.
Enfin, la relative mauvaise desserte en transports en commun freine le développement touristique[réf. nécessaire].

## Les principaux sites touristiques duVal-d'Oise

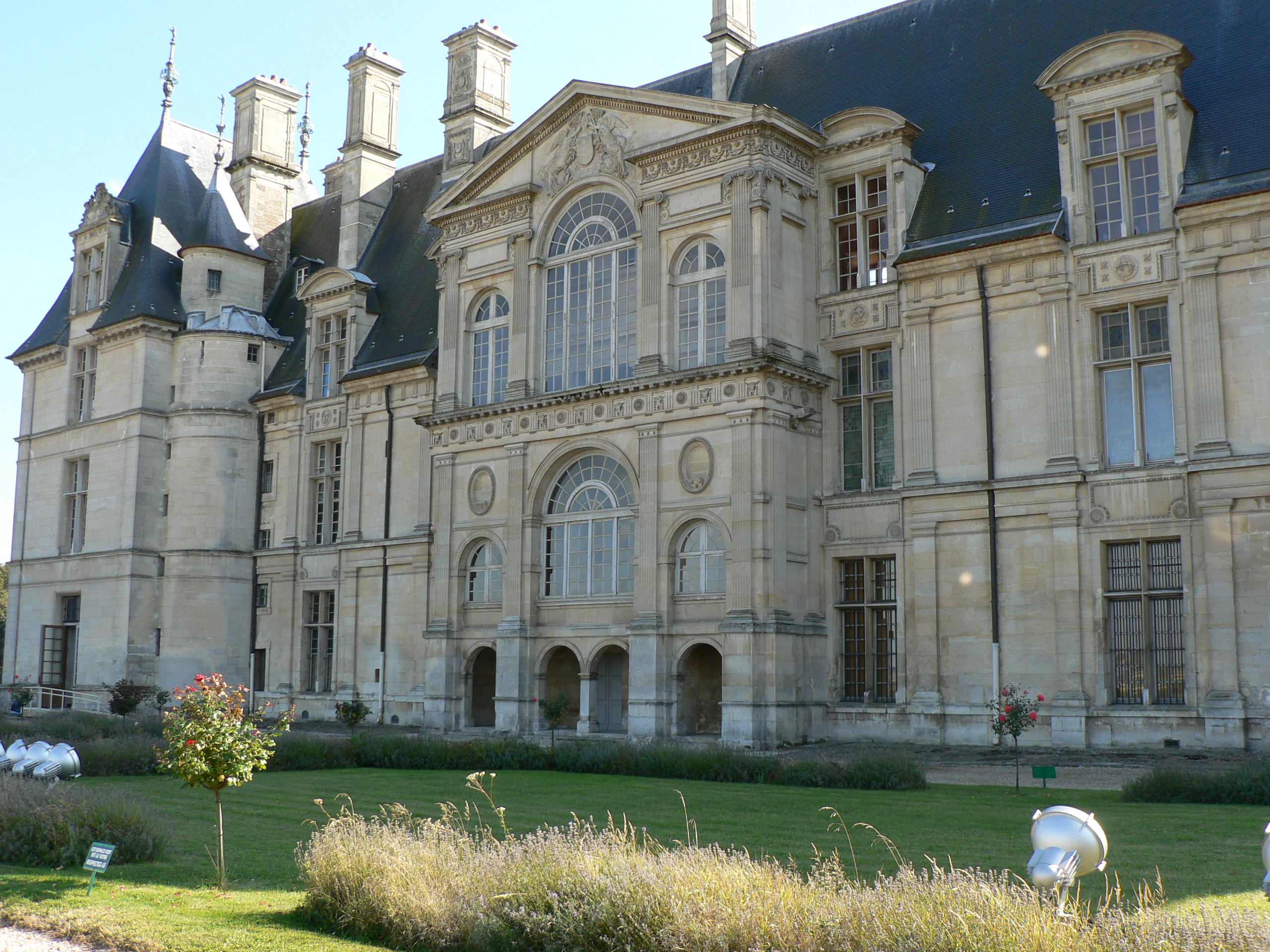
La façade principale du château d'Écouen donnant sur la plaine de France.

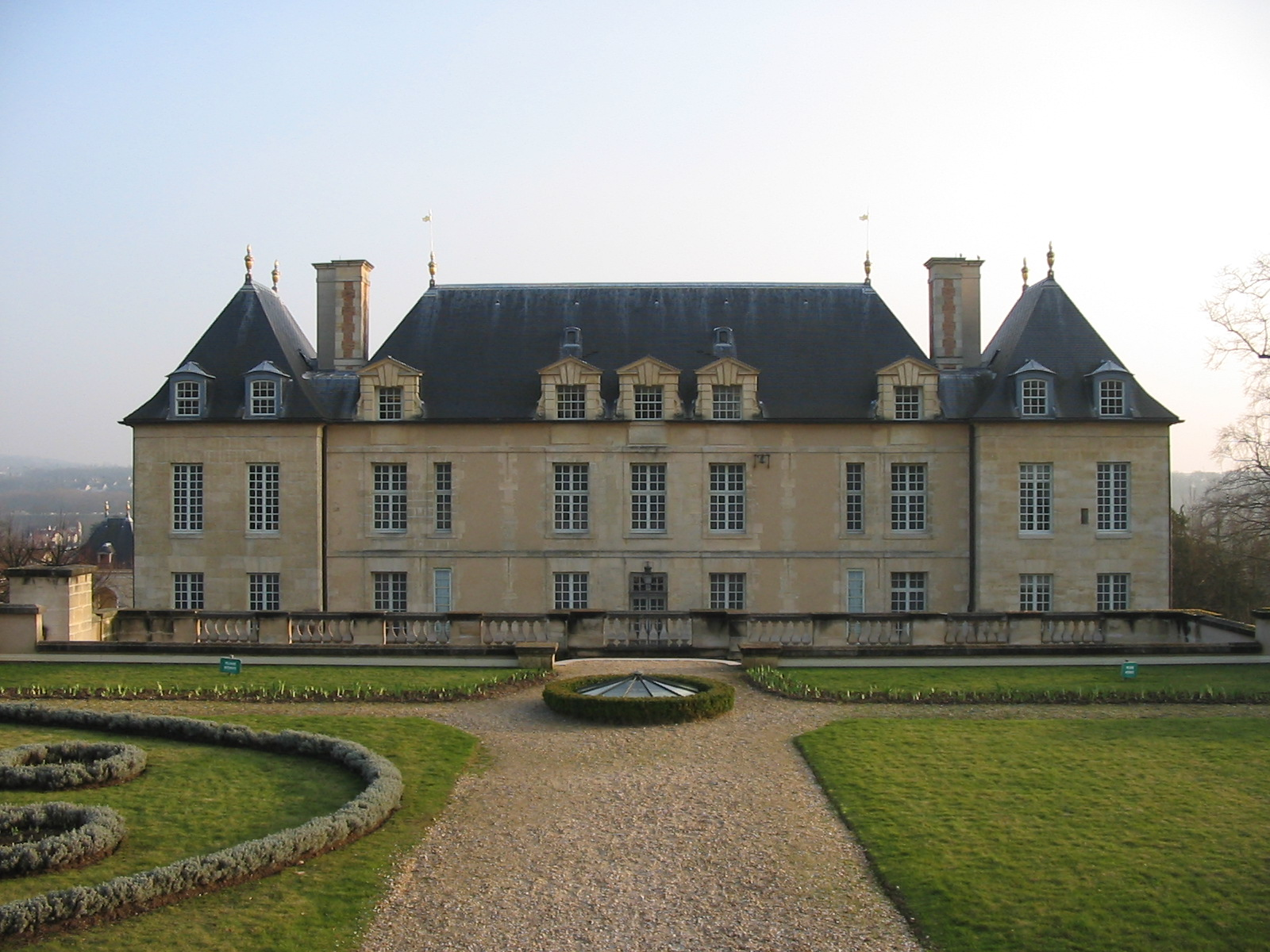
Le château d'Auvers.

- Auvers-sur-Oise, le village des peintres où Vincent van Gogh finit sa vie ;
- Le château d'Auvers, qui accueille un parcours spectacle « Voyage au temps des impressionnistes » ;
- Écouen avec le musée national de la Renaissance et l'église Saint-Acceul ;
- Le musée archéologique du Val-d'Oise à Guiry-en-Vexin ;
- Le château de La Roche-Guyon ;
- Le château de Méry-sur-Oise ;
- L'abbaye de Royaumont, fondée par Saint Louis ;
- L'abbaye de Maubuisson à Saint-Ouen-l'Aumône ;
- Le domaine de Villarceaux ;
- Pontoise (capitale historique du Vexin français, vieille ville, musées...) ;
- Le parc naturel régional du Vexin français ;
- Le parc naturel régional Oise-Pays de France ;
- Enghien-les-Bains (Lac, casino, thermes, etc.) ;
- Montmorency (Musée Jean-Jacques-Rousseau, collégiale Saint-Martin...) ;
- Les forêts (forêt de Montmorency, de L'Isle-Adam et de Carnelle notamment) ;
- Le musée Maurice Utrillo, le musée de la boxe et le moulin de Sannois ;
- La base de loisirs et l'Axe majeur de Cergy-Pontoise et Port-Cergy.
- Les buttes de Rosne.

## Les chiffres du tourisme
Les 32 principaux sites et musées du département (hors sites de loisirs) ont accueilli 366 002 visiteurs en 2005, en baisse par rapport à 2004.

### Fréquentation des sites touristiques du département de plus de1 000visiteurs/an
| Site                                           | Commune               | 2004   | 2005   | 2008[réf. nécessaire] | 2009   | 2011    | 2012,   | 2013 | 2014 | 2015 | 2016   | 2017   | 2018   |
| ---------------------------------------------- | --------------------- | ------ | ------ | --------------------- | ------ | ------- | ------- | ---- | ---- | ---- | ------ | ------ | ------ |
| Tombe de Van Gogh                              | Auvers-sur-Oise       | -      | -      | -                     | -      | 106 553 | 106 335 |      |      |      |        |        |        |
| Château d'Auvers                               | Auvers-sur-Oise       | 73 020 | 66 169 | 58 194                | 59 247 | 70 509  | 73 095  |      |      |      | 61 301 |        |        |
| Château de la Roche-Guyon                      | La Roche-Guyon        | 49 438 | 53 451 | 51 805                | 52 729 | 58 232  | 66 718  |      |      |      | 70 658 | 79 685 | 72 346 |
| Musée national de la Renaissance d'Écouen      | Écouen                | 59 230 | 55 192 | 83 477                | 73 218 | 58 869  | 58 258  |      |      |      | 57 813 | 57 844 | 54 633 |
| Abbaye de Royaumont                            | Asnières-sur-Oise     | 58 447 | 65 397 | 57 572                | 58 957 | 61 632  | 54 202  |      |      |      | 42 847 | 64 054 | 62 658 |
| Maison de l'Environnement                      | Roissy-en-France      | 18 003 | 15 536 | -                     | -      | -       | -       |      |      |      |        |        |        |
| Abbaye de Maubuisson                           | Saint-Ouen-l'Aumône   | 10 915 | 11 498 | -                     | 14 062 | 18 021  | 15 409  |      |      |      | 12 550 | 18 382 | 19 061 |
| Maison du docteur-Gachet                       | Auvers-sur-Oise       | 6 610  | 8 704  | -                     | 10 579 | 10 200  | 11 939  |      |      |      | 10 201 | 13 040 | 13 673 |
| Musée du Vexin français                        | Théméricourt          | 6 705  | 6 120  | -                     | -      | 11 661  | 11 510  |      |      |      | 8 678  | 5 662  | 6 044  |
| Musée archéologique du Val-d'Oise              | Guiry-en-Vexin        | 15 147 | 11 872 | -                     | 11 447 | 13 145  | 11 428  |      |      |      | 15 716 | 15 231 | 20 612 |
| Musée Tavet-Delacour                           | Pontoise              | 16 795 | 7 249  | -                     | -      | 6 774   | 10 055  |      |      |      | 5 095  | 5 465  |        |
| Musées de Pontoise (Tavet-Delacour + Pissarro) | Pontoise              |        | 11 658 | -                     | 10 238 |         |         |      |      |      |        |        |        |
| Musée Archea                                   | Louvres               | -      | -      | -                     | -      | 11 405  | 9 382   |      |      |      | 12 712 | 10 729 | 13 338 |
| Musée Utrillo-Valadon                          | Sannois               | -      | 5 294  | -                     | -      | 9 306   | 8 779   |      |      |      |        |        |        |
| Musées de Sannois (Utrillo-Valadon + Boxe)     | Sannois               | -      | 6 213  | -                     | 3 040  |         |         |      |      |      |        |        |        |
| Centre d'art Jacques-Henri-Lartigue            | L'Isle-Adam           | 8 869  | 8 228  | -                     | -      | -       | -       |      |      |      |        |        |        |
| Musée d'Art et d'Histoire Louis-Senlecq        | L'Isle-Adam           | 6 794  | 5 477  | -                     | 6 882  | 6 673   | 7 990   |      |      |      | 5 041  | 3 854  | 4 111  |
| Musée de l'Absinthe                            | Auvers-sur-Oise       | -      | -      | -                     | 7 878  | -       | -       |      |      |      |        |        |        |
| Musée de l'Éducation                           | Saint-Ouen-l'Aumône   | 9 957  | 8 004  | -                     | -      | 7 185   | 7 859   |      |      |      |        |        |        |
| Musée Daubigny                                 | Auvers-sur-Oise       | -      | 4 393  | -                     | 7 519  | 5 763   | 6 176   |      |      |      | 2 847  | 4 542  | 4 467  |
| Musée départemental des Sapeurs-Pompiers       | Osny                  | -      | 5 975  | -                     | -      | -       | -       |      |      |      | 6 451  | 6 311  | 6 683  |
| Musée Jean-Jacques Rousseau                    | Montmorency           | -      | -      | -                     | -      | -       | 5 343   |      |      |      |        | 1 748  | 2 877  |
| Musée du Pain                                  | Commeny               | -      | 4 425  | -                     | -      | -       | -       |      |      |      |        |        |        |
| Musée Pissarro                                 | Pontoise              | -      | 4 409  | -                     | -      | -       | -       |      |      |      | 4 894  |        |        |
| Musée de la Moisson                            | Sagy                  | -      | 3 408  | -                     | -      | -       | -       |      |      |      |        |        |        |
| Musée des Tramways à Vapeur et Secondaires     | Butry-sur-Oise        | -      | 2 834  | -                     | -      | -       | -       |      |      |      |        |        |        |
| Musée Jean Gabin                               | Mériel                | -      | 2 434  | -                     | -      | -       | -       |      |      |      | 1 409  | 1 741  | 1 380  |
| Moulin de Sannois                              | Sannois               | -      | 2 346  | -                     | -      | -       | -       |      |      |      |        |        |        |
| Musée du Vieux Cormeilles                      | Cormeilles-en-Parisis | -      | 1 579  | -                     | -      | -       | -       |      |      |      |        |        |        |
| Musée du Plâtre                                | Cormeilles-en-Parisis | -      | 1 459  | -                     | -      | -       | -       |      |      |      |        |        |        |
| Musée d'Argenteuil                             | Argenteuil            | -      | 1 259  | -                     | -      | -       | -       |      |      |      |        |        |        |

## Politique touristique départementale
Le 14 janvier 2011, le Conseil général vote la gratuité d'accès pour quatre musées départementaux à compter du 1er février : l'abbaye de Maubuisson à Saint-Ouen-l'Aumône, la maison du Docteur Gachet à Auvers-sur-Oise, le musée archéologique départemental du Val-d'Oise à Guiry-en-Vexin et le musée de l'Outil à Wy-dit-Joli-Village. Un premier bilan sera réalisé en 2012, avant éventuellement d'étendre cette mesure à d'autres sites touristiques.

## Sources et références
1. ↑  La fréquentation des sites touristiques en Val d'Oise, 2004[PDF]
2. ↑  La fréquentation des sites touristiques en Val-d'Oise, 2005[PDF]
3. ↑  La fréquentation des sites touristiques en Val-d'Oise, 2009[PDF]
4. ↑  La fréquentation des sites touristiques du Val d'Oise, 2011, Revue Calaméo
5. ↑  La fréquentation des sites touristiques en Val d'Oise, 2012[PDF]
6. ↑  La fréquentation des sites touristiques du Val d'Oise, 2012, Revue Calaméo
7. ↑  La fréquentation des sites touristiques du Val d'Oise, 2013, Revue Calaméo
8. ↑  La fréquentation des sites touristiques du Val d'Oise, 2014, Revue Calaméo
9. ↑  La fréquentation des sites touristiques du Val d'Oise, 2015, Revue Calaméo
10. ↑  La fréquentation des sites touristiques du Val d'Oise, 2016, Revue Calaméo
11. ↑  Le Parisien - Quatre sites touristiques bientôt gratuits, article du 15 janvier 2011.